# Golf national
Golf national je francouzské golfové hřiště nacházející se v obci Guyancourt v departementu Yvelines v regionu Île-de-France. Skládá se ze dvou 18jamkových hřišť a jednoho 9jamkového hřiště. Hřiště bylo vybráno k pořádání golfových soutěží na letních olympijských hrách v roce 2024.

## Historie
Na začátku 80. let 20. století předseda Francouzské golfové federace Claude Roger Cartier počítal s vybudováním stálého areálu schopného hostit významné soutěže a zejména Open de France. Návrhem byl pověřen francouzský architekt Hubert Chesneau.
Hubert Chesneau navrhl hřiště na území nacházejícím se mezi třemi obcemi jihozápadně od Paříže: Guyancourt, Magny-les-Hameaux a Saint-Quentin-en-Yvelines. V květnu 1986 načrtl s pomocí Pierra Thevenina plány dvou 18jamkových hřišť, tréninkového centra, hotelu a sídla Francouzské golfové federace.
Projekt si vyžádal tři roky práce od července 1987 do 5. října 1990, kdy  národní golfové hřiště slavnostně otevřel Roger Bambuck.